# 海外旅行
日本語における海外旅行（かいがいりょこう、英: overseas travel）は、国土の全てが海に囲まれた島国・日本において、外国に出国する旅行（アウトバウンド）において用いられる言葉。本項では「日本における外国旅行/国際旅行」について記述する。
このほか同義語には「外国旅行」（英: traveling abroad）、「国際旅行」（英: international travel）、「国際観光」英: international tourismがある。

## 歴史

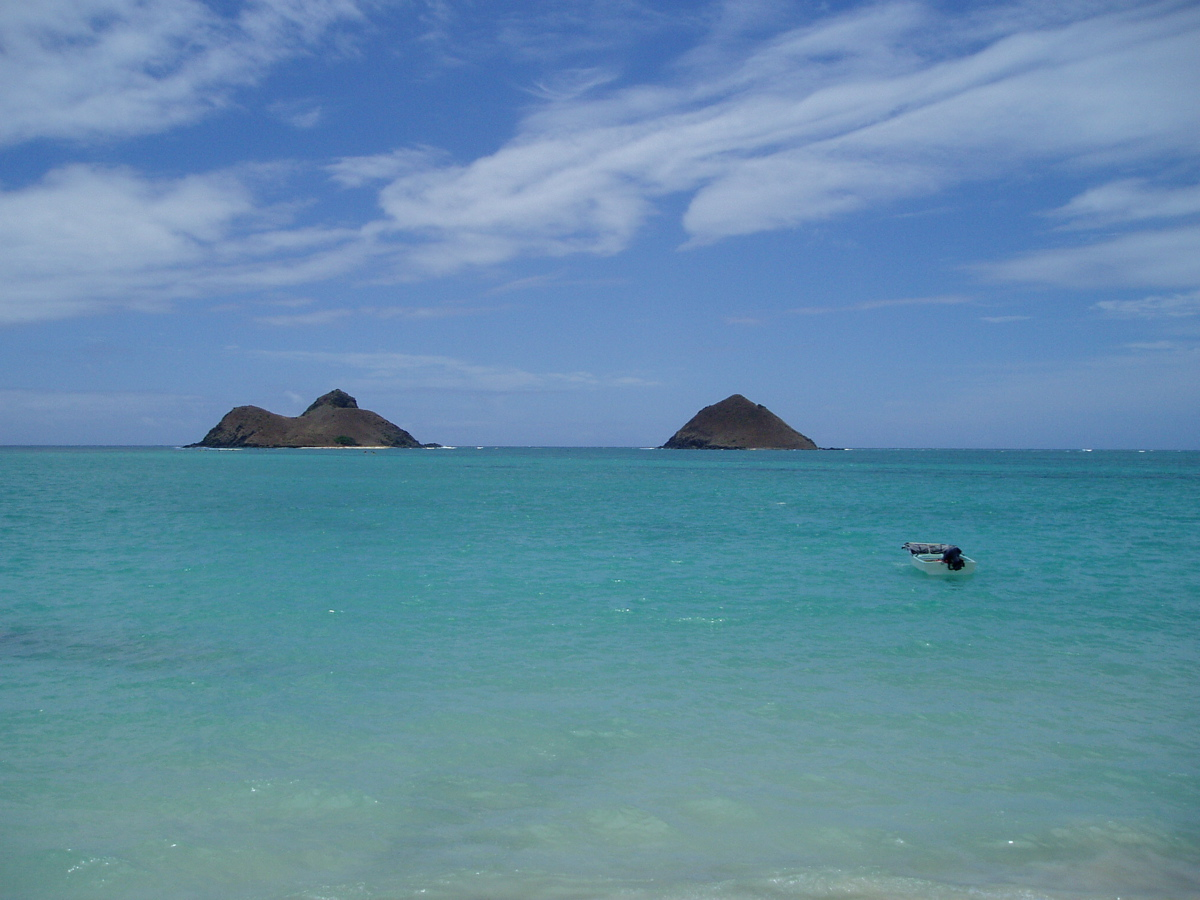
日本人の人気の海外旅行先の1つであるアメリカ合衆国ハワイ州オアフ島にあるラニカイビーチ（2007年7月）

### 1853年-1945年
開国後も台湾や朝鮮などの外地と船舶による交流が盛んであった程度で、観光目的での海外旅行は一般大衆には縁のないものであったが、1901年初頭に発行された報知新聞の特集記事「二十世紀の豫言」では、20世紀中に海外旅行が一般化することが予測されていた。1937年に日中戦争が始まると、満州国や上海などの日本の影響圏以外への旅行は制限されるようになる。

### 1945年-1963年
1945年に第二次世界大戦が終結するが、海外旅行は日本政府やGHQによる強い規制を受けた。外国への旅行は外貨獲得のための業務や視察、留学などの特定の認可し得る目的がなければならなかった。
1960年代に入ると航空機での海外渡航の旅客が船舶を超えた。1963年（昭和38年）4月1日以降は現金とトラベラーズチェックによる年間総額外貨500ドル以内の職業や会社などの都合による渡航が一般化されたが、これも旅行会社を介して逐一認可された。

### 1964年-1984年
一般の市民が職業上の理由や会社の都合ではなく、単なる観光旅行として自由に外国へ旅行できるようになったのは翌1964年（昭和39年）4月1日以降であり、年1回500ドルまでの外貨の持出しが許された。これをきっかけに日本航空の「JALパック」が、初の海外旅行ツアーとして発売された。さらに1966年（昭和41年）1月1日以降はそれまでの「1人年間1回限り」という回数制限も撤廃され、1回500ドル以内であれば自由に海外旅行ができることとなり、これ以降、次第に物見遊山の海外旅行が広がり始めた。
これら自由化当初の海外旅行は費用も高額で、一部の富裕層に限られており一般大衆には夢であったが、1972年には海外渡航者数が100万人を突破。ようやく海外旅行ツアーが都市圏の中流層に一般化し始めたのは1970年代後半からで、ドルが変動相場制に移行しての円高や旅行費用の低下、飛行機の大型化が進み、韓国や台湾などの近隣国であれば三大都市から北海道や沖縄県といった国内遠隔地への旅行よりも多少高い金額ぐらいで旅行できるようになった。海外への新婚旅行ツアーが一般化したのもちょうどその頃である。
テレビ番組『兼高かおる世界の旅』で紹介される世界各地のナレーション付き映像や、「10問正解して夢のハワイ」のキャッチフレーズで始まる『アップダウンクイズ』、日本航空スポンサーの『JET STREAM』といった番組や、遠距離受信が人気を博していたのもこの頃であった。懸賞として海外旅行が使われるのも流行し、「トリスを飲んでHawaiiへ行こう!」「ニューヨークへ行きたいかー!」などは流行語にもなった。

### 1985年-2000年
1980年代後半、プラザ合意以降の急激な円高の進行と、1988年12月から施行されたアメリカ合衆国訪問時のビザ免除制度などの影響で、ツアーの海外旅行者が大幅に増加した。
1990年に入り、格安航空券が一般的なものになり個人旅行客も増え、1995年に一時過去最高の1ドル＝79円台まで進行した円高の際には、国内旅行と海外旅行の費用が逆転するケースが発生するようになり、その後円安に振れていったものの、海外旅行は日本の周辺国への旅行を中心に一般化していった。
しかし、1990年代後半には出国者数の増加傾向が終わり、以後は横ばいとなる。

### 2001年-2019年
2001年のアメリカ同時多発テロ事件や2003年のイラク戦争等の当該事件直後に、海外におけるテロ行為のリスクがあらためて認識されるようになった際や、2003年のSARS流行、2009年の新型インフルエンザ流行など、流行性感染症が懸念された時期には、統計的にも大幅な海外旅行控えが見られたが、その後は団塊の世代の定年退職や格安航空会社の台頭などもあり回復していった。
一方で20代が減少傾向となり、若者の海外旅行離れが顕著となる。2013年時点において、日本からの海外出国者数は世界で13番目の多さだが、人口比で見た海外出国率では決して多いほうではない。世代別でみてみると、40代男性が最も多く、30代男性、50代男性、20代女性がそれに続く。近年では男女とも60代以上（シニア世代で元アンノン族世代に相当）の伸びが著しいのに対し、20代の若年層に限っては、2000年前後から減少傾向が続いている。20代男性は2000年代半ばを境に60代に抜かれ、90年代まで世代別のトップの旅行者数だった20代女性も3分の2未満に減少している。法務省の「出入国管理統計」によれば、日本人の海外旅行者数が過去2番目の多さだった2000年に20代の海外旅行者数は418万人だったが、2010年は270万人にまで落ち込んだ。2011年は281万人と若干持ち直したが、依然として低迷している状態であり、その原因としては、昔と違って海外旅行に対して特別な印象を持たなくなったということ、そして正規雇用者より年収が低い非正規雇用者が増加したことに加え、正規雇用者も賃金下落が進んだことにより日本国民の購買力が低下したことが挙げられている。
また、2000年代以降の日本人の海外旅行者数の低迷の背景として、日本の経済情勢の悪化による旅行費用の金銭的負担の困難や、長期休暇が取り辛い労働環境等に起因する時間的余裕の不足、言語面での不安、滞在先の治安・衛生面・生活習慣の相違による不安、計画や準備に対する負担感などから、海外渡航そのものに消極的な国民が少なくないことが指摘されている。
2016年に日本で実施された意識調査では、海外に行く意思が無いという回答が約70％に上り、2019年の時点でも年に1回以上海外旅行をする日本人は10％程度しかいないなど、日本人の海外渡航に対する消極性はこのような調査結果にも表れている。それ故に、コロナ前でも日本国民の旅券保有率は22 - 24％台に留まっていた。

### 2020年-現在
2019年末から発生した新型コロナウイルスの流行によって各国が入国制限を発したことを端に、2020年の海外渡航需要が激減した。その後は感染症の鎮静化によって海外渡航需要の回復の兆しが見えたものの、同時に円安傾向が進んだことで本格的な需要回復には至ってない状況である。
また、日本人の旅行意欲そのものが減退しているとの調査結果もあり、2022年にアメリカの調査会社が調査したところによると、「（国内外問わず）旅行に行くのは気が進まない」という日本人は35％に上り、他の国よりも圧倒的に多かったとされる。旅券保有率はコロナ後さらに下がり、2023年時点で台湾60％、韓国40％、米国50％、日本17%と、圧倒的に低水準となった。
2024年時点でも日本発の海外旅行者数は2019年比-46.7％で回復には程遠い状況となっており、日本国民の旅券保有率も2023年で17.0%（国民6人に1人）と、こちらも大きく落ち込んだ状態が続いている。
その背景としては、日本での実質賃金の低下に対して、世界的なインフレーションと円安ドル高による海外旅行費用の高騰により、1回の旅行にかかる平均額が3割近く増加したことや、2020年代の不安定な世界情勢なども影響していると指摘されている。

## 海外旅行者の推移
| 国名             | 国外旅行者 /人口 |
| ---------------- | ---------------- |
| シンガポール     | 184.0％          |
| 香港             | 169.5％          |
| ドイツ(2017年)   | 111.7％          |
| イギリス         | 107.9％          |
| カナダ           | 90.4％           |
| 台湾             | 70.5％           |
| 韓国             | 52.1％           |
| フランス(2017年) | 44.8％           |
| オーストラリア   | 43.9％           |
| アメリカ合衆国   | 28.4％           |
| 日本             | 15.0％           |
| 中国(2017年)     | 10.3％           |

| 国名             | 人数         |
| ---------------- | ------------ |
| 中国(2017年)     | 1億4,304万人 |
| アメリカ合衆国   | 9,304万人    |
| ドイツ(2017年)   | 9,240万人    |
| イギリス         | 7,173万人    |
| ロシア           | 4,196万人    |
| カナダ           | 3,344万人    |
| イタリア(2017年) | 3,181万人    |
| フランス(2017年) | 2,906万人    |
| 韓国             | 2,693万人    |
| 日本             | 1,895万人    |

| 年     | 人数       |
| ------ | ---------- |
| 1950年 | 8,922      |
| 1960年 | 119,420    |
| 1970年 | 936,205    |
| 1980年 | 3,909,333  |
| 1990年 | 10,997,431 |
| 2000年 | 17,818,590 |
| 2010年 | 16,637,224 |
| 2018年 | 18,954,031 |

## 海外旅行先ランキング
日本人のおもな海外旅行の行き先となっている国・地域をランキング形式で以下に示す。数値は、日本人海外旅行者受入数に関する、各国の関係省庁（アメリカ合衆国商務省国際貿易局、タイ政府観光庁など）による公表資料に基づき、日本政府観光局（国際観光振興機構）が集計したものである。
| 順位 | 2018年                                              | 2018年                               | 2017年                                              | 2017年                               | 2016年                                              | 2016年                               | 2015年                                              | 2015年                               | 2010年                                              | 2010年                                | 2005年                                              | 2005年                                |
| --- | --------------------------------------------------- | ------------------------------------ | --------------------------------------------------- | ------------------------------------ | --------------------------------------------------- | ------------------------------------ | --------------------------------------------------- | ------------------------------------ | --------------------------------------------------- | ------------------------------------- | --------------------------------------------------- | ------------------------------------- |
| 1 | アメリカ合衆国 ※ ハワイ州 ※ グアム ※ 北マリアナ諸島 | 349.3万人 157.1万人 56.7万人 2.7万人 | アメリカ合衆国 ※ ハワイ州 ※ グアム ※ 北マリアナ諸島 | 359.6万人 158.8万人 62.0万人 5.1万人 | アメリカ合衆国 ※ ハワイ州 ※ グアム ※ 北マリアナ諸島 | 360.4万人 148.8万人 74.6万人 6.1万人 | アメリカ合衆国 ※ ハワイ州 ※ グアム ※ 北マリアナ諸島 | 379.3万人 148.2万人 77.3万人 8.1万人 | 中国                                                | 373.1万人                             | アメリカ合衆国 ※ ハワイ州 ※ グアム ※ 北マリアナ諸島 | 388.4万人 151.7万人 95.5万人 35.2万人 |
| 2 | 韓国                                                | 294.9万人                            | 中国                                                | 268.0万人                            | 中国                                                | 258.7万人                            | 中国                                                | 249.8万人                            | アメリカ合衆国 ※ ハワイ州 ※ グアム ※ 北マリアナ諸島 | 338.6万人 123.9万人 89.4万人 18.5万人 | 中国                                                | 339.0万人                             |
| 3 | 中国                                                | 269.0万人                            | 韓国                                                | 231.1万人                            | 韓国                                                | 229.7万人                            | 韓国                                                | 183.8万人                            | 韓国                                                | 302.3万人                             | 韓国                                                | 244.0万人                             |
| 4 | 台湾                                                | 196.9万人                            | 台湾                                                | 189.9万人                            | 台湾                                                | 189.6万人                            | 台湾                                                | 162.7万人                            | 台湾                                                | 108.0万人                             | タイ                                                | 118.2万人                             |
| 5 | タイ                                                | 165.6万人                            | タイ                                                | 154.4万人                            | タイ                                                | 144.0万人                            | タイ                                                | 138.2万人                            | タイ                                                | 99.4万人                              | 台湾                                                | 109.2万人                             |
| 6 | 香港                                                | 85.2万人                             | 香港                                                | 81.3万人                             | シンガポール                                        | 78.4万人                             | シンガポール                                        | 78.9万人                             | 香港                                                | 82.3万人                              | 香港                                                | 81.1万人                              |
| 7 | シンガポール                                        | 83.0万人                             | ベトナム                                            | 79.8万人                             | ベトナム                                            | 74.1万人                             | フランス                                            | 68.2万人                             | ドイツ                                              | 60.5万人                              | ドイツ                                              | 73.0万人                              |
| 8 | ベトナム                                            | 82.7万人                             | シンガポール                                        | 79.3万人                             | 香港                                                | 69.3万人                             | ベトナム                                            | 67.1万人                             | フランス                                            | 57.7万人                              | オーストラリア                                      | 68.5万人                              |
| 9 | フィリピン                                          | 63.2万人                             | ドイツ                                              | 58.5万人                             | インドネシア                                        | 54.5万人                             | ドイツ                                              | 64.8万人                             | シンガポール                                        | 52.9万人                              | フランス                                            | 65.9万人                              |
| 10 | ドイツ                                              | 61.3万人                             | フィリピン                                          | 58.4万人                             | ドイツ                                              | 54.5万人                             | 香港                                                | 63.3万人                             | ベトナム                                            | 44.2万人                              | シンガポール                                        | 58.9万人                              |
| 11 | スペイン                                            | 55.1万人                             | インドネシア                                        | 57.3万人                             | フィリピン                                          | 53.5万人                             | スペイン                                            | 60.7万人                             | インドネシア                                        | 41.9万人                              | インドネシア                                        | 51.8万人                              |
| 12 | フランス                                            | 54.0万人                             | フランス                                            | 48.4万人                             | スペイン                                            | 46.3万人                             | インドネシア                                        | 55.0万人                             | マレーシア                                          | 41.6万人                              | カナダ                                              | 42.4万人                              |
| 13 | インドネシア                                        | 53.1万人                             | スペイン                                            | 44.5万人                             | オーストラリア                                      | 41.8万人                             | フィリピン                                          | 49.6万人                             | オーストラリア                                      | 39.8万人                              | フィリピン                                          | 41.5万人                              |
| 14 | オーストラリア                                      | 46.9万人                             | オーストラリア                                      | 43.5万人                             | マレーシア                                          | 41.4万人                             | マレーシア                                          | 48.3万人                             | フィリピン                                          | 35.9万人                              | マレーシア                                          | 34.0万人                              |
| 15 | マレーシア                                          | 39.5万人                             | マレーシア                                          | 39.3万人                             | フランス                                            | 41.1万人                             | イタリア                                            | 42.2万人                             | イタリア                                            | 34.0万人                              | スイス                                              | 33.5万人                              |
| 16 | イタリア                                            | 38.4万人                             | イタリア                                            | 38.6万人                             | イタリア                                            | 40.4万人                             | オーストラリア                                      | 34.2万人                             | スペイン                                            | 33.3万人                              | イギリス                                            | 33.2万人                              |
| 17 | カナダ                                              | 25.1万人                             | カナダ                                              | 29.5万人                             | カナダ                                              | 30.4万人                             | カナダ                                              | 27.5万人                             | スイス                                              | 29.8万人                              | ベトナム                                            | 32.1万人                              |
| 18 | イギリス                                            | 24.7万人                             | イギリス                                            | 24.7万人                             | イギリス                                            | 24.6万人                             | オーストリア                                        | 23.7万人                             | カナダ                                              | 24.3万人                              | イタリア                                            | 28.1万人                              |
| 19 | インド                                              | 23.6万人                             | スイス                                              | 22.7万人                             | インド                                              | 20.9万人                             | スイス                                              | 22.6万人                             | マカオ                                              | 22.8万人                              | オーストリア                                        | 27.9万人                              |
| 20 | オーストリア                                        | 22.0万人                             | インド                                              | 22.3万人                             | オーストリア                                        | 20.9万人                             | インド                                              | 20.7万人                             | イギリス                                            | 22.3万人                              | スペイン                                            | 18.1万人                              |
| 21 | スイス                                              | 21.2万人                             | オーストリア                                        | 20.8万人                             | スイス                                              | 19.8万人                             | イギリス                                            | 19.4万人                             | オーストリア                                        | 21.4万人                              | マカオ                                              | 16.9万人                              |
| 22 | カンボジア                                          | 21.0万人                             | カンボジア                                          | 20.3万人                             | カンボジア                                          | 19.2万人                             | カンボジア                                          | 19.3万人                             | トルコ                                              | 19.5万人                              | オランダ                                            | 15.7万人                              |
| 23 | マカオ                                              | 18.9万人                             | マカオ                                              | 19.0万人                             | マカオ                                              | 18.5万人                             | マカオ                                              | 16.2万人                             | インド                                              | 16.8万人                              | ニュージーランド                                    | 15.5万人                              |
| 24 | クロアチア                                          | 16.0万人                             | メキシコ                                            | 15.1万人                             | メキシコ                                            | 13.3万人                             | クロアチア                                          | 16.0万人                             | カンボジア                                          | 15.2万人                              | チェコ                                              | 15.4万人                              |
| 25 | メキシコ                                            | 15.6万人                             | ポルトガル                                          | 14.4万人                             | クロアチア                                          | 12.1万人                             | オランダ                                            | 13.6万人                             | クロアチア                                          | 14.7万人                              | カンボジア                                          | 13.8万人                              |
| 26 | ポルトガル                                          | 14.2万人                             | クロアチア                                          | 14.2万人                             | ポルトガル                                          | 11.6万人                             | チェコ                                              | 12.4万人                             | チェコ                                              | 13.3万人                              | ノルウェー                                          | 12.5万人                              |
| 27 | チェコ                                              | 12.9万人                             | フィンランド                                        | 12.5万人                             | フィンランド                                        | 11.4万人                             | メキシコ                                            | 11.9万人                             | エジプト                                            | 12.6万人                              | スウェーデン                                        | 11.5万人                              |
| 28 | オランダ                                            | 11.9万人                             | オランダ                                            | 11.7万人                             | オランダ                                            | 10.6万人                             | フィンランド                                        | 10.8万人                             | オランダ                                            | 11.9万人                              | ハンガリー                                          | 11.2万人                              |
| 29 | フィンランド                                        | 11.3万人                             | チェコ                                              | 11.5万人                             | チェコ                                              | 10.6万人                             | ベルギー                                            | 9.6万人                              | ニュージーランド                                    | 8.8万人                               | ベルギー                                            | 11.2万人                              |
| 30 | ロシア                                              | 10.5万人                             | ニュージーランド                                    | 10.2万人                             | ミャンマー                                          | 10.1万人                             | トルコ                                              | 9.2万人                              | ベルギー                                            | 8.1万人                               | インド                                              | 10.3万人                              |
| 日本人 出国者計 | -                                                   | 1895.4万人                           | -                                                   | 1788.9万人                           | -                                                   | 1711.6万人                           | -                                                   | 1621.4万人                           | -                                                   | 1663.7万人                            | -                                                   | 1740.4万人                            |
| Note: 各国で、集計基準が変更されているため、異なる年同士の数値の比較は、厳密には成り立たない。なお、北朝鮮など一部、日本人海外旅行者受入数のデータがない国がある。 アメリカ合衆国に関しては、ハワイ州、グアム、北マリアナ諸島、プエルトリコなどを含む全米の数値を示したほか、日本人海外旅行者受入数が多く、地域別数値の確定が可能なハワイ州・グアム・北マリアナ諸島に関しては、特に各地域の受入数を付記した。 |                                                     |                                      |                                                     |                                      |                                                     |                                      |                                                     |                                      |                                                     |                                       |                                                     |                                       |

## 旅行形態
海外旅行の形態には、旅行会社が企画する企画旅行（いわゆるパッケージツアー）や、旅行者本人が企画し、旅行会社に交通手段・宿泊施設等を手配させる手配旅行があるが、旅行者が交通機関や宿泊施設等を旅行会社を介さずに直接手配する旅行も、インターネットの発達と共に一般化している。

### 企画旅行
企画旅行は航空便・現地での交通・宿泊・観光等の旅程を一括して旅行会社が管理し、旅行会社は旅程管理、旅程保証、特別補償といった法的責任を負う。
メリットは、海外旅行に伴う煩雑な手配から解放されること、万が一の補償が旅行会社からなされるといったものがある。また、企画旅行では旅行会社側が交通・宿泊先などを安価・大量に仕入れることができるため、完全な手配旅行と比較すると安価なケースも多い。
デメリットは旅行中の自由度が下がることである。最初から旅程の一部に旅行者側からは必要のないスケジュールが組み込まれていて余計な時間をとられることなどもある。そのため、自由時間を旅程に組み入れるものや、航空便・宿泊施設のみを提供する、フリープランのような企画もある。また、主に別料金（オプション）ではあるがオプショナルツアーなどによって、自由時間を、用意されたツアーで過ごすことも可能である。

### 手配旅行
手配旅行では、旅行者本人が自由な旅程を組むことができるのがメリットである。反面、現地での交渉（交通手段・宿泊等）が煩雑となる。また、企画旅行における旅行会社の補償のようなものは存在せず、基本的に滞在中の裁量・責任は旅行者本人に委ねられる。そのため旅行先において、現地の旅行会社の手配で個別のツアーに参加することなどもできる。
手配旅行はバックパッカーが旅行をする場合に有効な手段である。この場合、宿泊や飲食に掛かる費用をできるだけ切り詰める（モーテル・ゲストハウスに宿泊する）ことで、長期の滞在が可能になる。当然ながら、スケジュールが決められたパック旅行（企画旅行）とは異なるオーダーメイドの旅行プランの設計も可能であり、パック旅行では需給の都合上取扱の難しい専属の通訳やツアーコンダクターの手配、ファーストクラスや超高級ホテル・プライベートジェットやリムジンカー・ハイヤーなどを利用した超高級志向の旅（団塊の世代を初めとする高齢者に需要が大きい）や、知人を訪ねに地方都市へ鉄道や航空機のローカル路線で向かい、現地のホテルで宿泊するといった行程など、あらゆる要望に合わせて旅行業務取扱管理者らが行程表を作成し、手配することもできる。

## 格安パッケージツアー
平成時代には、東アジアの都市2泊3日（往復の交通・宿泊込み）が1万円台後半といった格安パッケージツアーは珍しくなくなった。この価格は東京-新大阪間の東海道新幹線の往復（29,000円前後）程度、あるいはそれ以下のレベルである。このため、予算の乏しい学生なども学生旅行（卒業旅行）として友人らと海外旅行することも珍しくなくなっている。また同様に旅行費用の値下がりにより、親子連れで海外旅行するケースも1990年代後半頃から目立つようになった。
しかし、空港利用料や日本国旅券発給手数料などを含めた費用全額を考えると、必ずしも国内旅行よりも安価とはいえない場合があり、特に近年は原油価格高騰に伴う燃油サーチャージが数千円（東アジア路線）～5万円（ヨーロッパ、北米路線）程度加算されている。
2000年前後から格安パッケージツアーが台頭し、現在まで浸透するようになったが、これは1990年代の日本での航空規制緩和政策による航空券運賃の段階的な自由化に伴い、既に規制緩和が進行していた欧米をはじめとする日本に乗り入れている外国の航空会社によって、正規運賃から大幅に値引いた格安価格で旅行企画会社に卸すようになり、ダンピングともいえる過当競争が進行し、さらにeコマースの進展に伴って低コスト運営のインターネット通販専業の旅行会社出現も相俟って、次第に宿泊費用やツアーコンダクターの賃金まで過当競争が進行した結果、ツアー代金が安価になったという点が大きい。
これら格安海外旅行分野ではH.I.Sがパイオニア的存在であったものの、近年はJTBグループをはじめとする大手旅行会社でも格安ツアー・格安航空券の企画・販売を行っている。

### 格安航空券
格安パッケージツアーに乗じ、包括旅行用割引運賃を適用した航空券（IT運賃）をより大量に仕入れて、その航空券部分のみを切り売りする「格安航空券」の存在もポピュラーとなった。
以前は供給数が少なかったためバーゲンの如く発売開始当日の内に完売だったことが多かったが、近年は在庫が豊富となり、航空会社が発売する正規割引航空券（PEX運賃など）と購入手段については遜色がなくなっている。

## 制約事項
格安航空券や格安パッケージツアーでは座席を指定することや航空会社のマイレージの加算が不可能であったり、行程内容の変更やノーショー（キャンセルせずに当日搭乗しなかった）時の払戻が受けられないなど制約が大きいので、それらの選択にはニーズに合わせて慎重に考慮する必要がある。
また、格安航空券は一種の手配旅行商品であるため、航空会社や卸旅行会社へ運賃相当の決済・受け渡しが済んでいない段階で販売旅行会社が経営破綻した場合では、たとえ旅行客が代金を支払ったとしても搭乗することはできない。パッケージツアーも、主催旅行会社が催行前に破産した場合は同様のことがあり得る。その場合は旅行業界団体の保証制度による補填による返還（支払った全額ではない）しか受けられず、未加盟の旅行会社の場合は除外となる。
てるみくらぶのように、数カ所の店舗運営もしくはインターネット通販運営を中心にした小規模の旅行会社が破綻して、上記のような事案に遭遇したことが報道されているため、代理業者や主催旅行会社を単に「値段が安い」だけではなく、「信用性が有るか」「アフターケアは万全か」など、消費者がよく考慮して選ぶ必要がある。